# La strada del perdono
La strada del perdono è un brano musicale scritto nel 1974 da Aldo Stellita (testo) e Piero Cassano (musica), inciso da un'allora sconosciuta Antonella Ruggiero – accreditata come «Matia» – e nato come lato A del singolo La strada del perdono/Io, Matia.

## Origini e storia
Il brano è, originariamente, il lato A del singolo d'esordio come solista di Antonella Ruggiero (lato B: Io, Matia), inciso nel 1974 dalla cantante genovese con lo pseudonimo di «Matia». La collaborazione è del gruppo dei J.E.T., con cui la stessa Ruggiero lavorava come corista non accreditata dall'album Fede, speranza, carità (1972). 
Nel 1975, tre dei quattro componenti dei J.E.T. – ovvero Piero Cassano, Carlo «Bimbo» Marrale e Aldo Stellita – fondano, con Antonella, i Matia Bazar; mentre il batterista Paolo Siani (che era subentrato a Renzo «Pucci» Cochis) collabora come turnista, per la prima ed unica volta, al loro primo brano Stasera che sera. Subito dopo, infatti, arriva il batterista Giancarlo Golzi a completare la prima formazione dei Matia.

### Altre presenze
Negli anni a venire, il brano viene inserito nell'album Gran Bazar (1977) – che è l'unico con una facciata in studio e l'altra dal vivo – e, in versione rimasterizzata, nell'antologia su LP, MC e CD Solo tu (1979).

## Musicisti
- Antonella «Matia» Ruggiero – voce solista
- J.E.T.:
  - Piero Cassano – tastiere, cori
  - Carlo «Bimbo» Marrale – chitarra, cori
  - Aldo Stellita – basso, cori
  - Paolo Siani – batteria